# Harry Potter: Wizards Unite
Harry Potter: Wizards Unite – gra komputerowa wykorzystująca rzeczywistość rozszerzoną, stworzona przez Niantic i Warner Bros. Interactive Entertainment, wydana przez Niantic na licencji Portkey Games na platformy Android i iOS 21 czerwca 2019. Wersja beta została wydana w Nowej Zelandii w kwietniu 2019 roku, a w Australii w maju 2019. W listopadzie 2021 wydawca ogłosił, że serwery gry zostaną wyłączone w styczniu 2022.

## Omówienie
Harry Potter: Wizards Unite został ogłoszony 8 listopada 2017 roku jako gra mobilna z rozszerzoną rzeczywistością stworzona przez Niantic i WB Games. Gracze mogą odwiedzać rzeczywiste lokacje podczas rzucania zaklęć, odkrywania tajemniczych artefaktów i spotykania postaci i bestii z uniwersum Harry'ego Pottera. Gra czerpie inspirację z poprzednich gier AR – Pokémon Go i Ingress.